# Kane Tanakaová
Kane Tanakaová (nepřechýleně Tanaka; 田中 カ子, Tanaka Kane, rozená Óta 太田; 2. ledna 1903 Wadžiro (nyní Higaši-ku) – 19. dubna 2022 Fukuoka) byla nejstarší žijící člověk na světě od 22. července 2018 do 19. dubna 2022. Se svým věkem 119 let a 107 dní se stala nejstarší Japonkou v historii, druhým nejdéle žijícím ověřeným člověkem v historii lidstva (po Jeanne Calmentové) a nejdéle žijícím ověřeným člověkem v historii lidstva, o jehož věku nejsou pochybnosti.

## Život

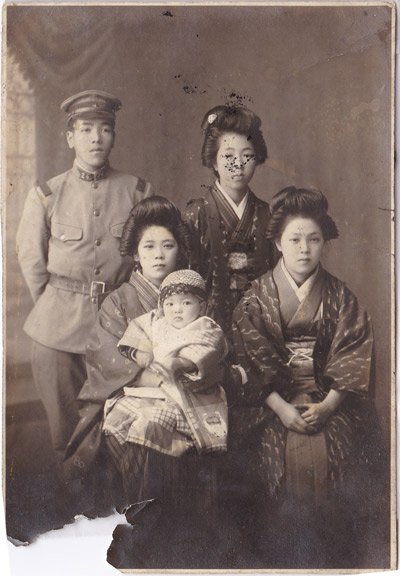
Kane na rodinné fotografii z 20. let. Zleva: Hideo Tanaka, Kane Tanaka, Nobuo Tanaka, Curuko Kunimasa, Tojoko Nakamura

Narodila se jako Kane Óta dne 2. ledna 1903 ve vesnici Wadžiro (nyní součást obce Higaši-ku v prefektuře Fukuoka), na ostrově jižně od Kjúšú, jako třetí dcera ze sedmi dětí Kumajošiho a Kumy Ótaových. Kane a její rodina uvedli, že se ve skutečnosti narodila 26. prosince 1902 a že její rodiče s podáním zprávy týden otáleli, protože si nebyli jisti, zda přežije, protože se narodila předčasně.
Rané dětství prožila v posledních letech období Meidži, které skončilo v roce 1912, kdy jí bylo devět let. V roce 1922 se Kane provdala za svého bratrance Hidea Tanaku, s nímž měla dva syny a dvě dcery. Manželé také adoptovali svou neteř, druhou dceru Hideovy sestry. Jejich nejstarší dcera zemřela krátce po porodu, druhá dcera zemřela v roce 1947 ve věku jednoho roku a její adoptivní dcera zemřela v roce 1945 ve věku 23 let na blíže nespecifikovanou nemoc. Manželé pracovali v obchodě, kde prodávali nudle udon a dezert z fazolí azuki širuko.
Manžel Hideo byl později povolán do armády, kde sloužil v letech 1937–1939. Jeden z jejích synů byl na konci druhé světové války zajat jako vojenský zajatec a byl držen v zajetí na Sibiři, než byl v roce 1947 propuštěn a vrátil se domů. Po druhé světové válce manželé pokračovali v práci v obchodě. Kane konvertovala ke křesťanství pod vedením pastorů umístěných v armádě Spojených států. Po odchodu do důchodu ve věku 63 let, Kane v 70. letech cestovala do Spojených států, aby navštívila své příbuzné v Kalifornii a Coloradu. Její manžel zemřel v roce 1993 ve věku 90 let po 71 letech manželství.
Kane od září 2018 žila v pečovatelském domě v Higaši-ku ve Fukuoce a ke svým 118. narozeninám se údajně stále těšila dobrému zdraví. Měla držet olympijskou pochodeň na Letních olympijských hrách 2020, ale odstoupila od toho kvůli obavám z nárůstu případů Covidu-19 v Japonsku. Občas hrála stolní hru Othello a chodila na krátké procházky po chodbách pečovatelského domu. Mezi její záliby patřila kaligrafie a řešení aritmetických úloh. Měla pět vnoučat a osm pravnoučat. Kane Tanakaová zemřela v nemocnici ve Fukuoce dne 19. dubna 2022, devět dní poté, co bylo ověřeno, že je druhým nejstarším člověkem, který kdy žil. Její úmrtí bylo oznámeno 25. dubna 2022. Příčina smrti nebyla uvedena, ale její vnuk uvedl, že se podle japonského ministerstva zdravotnictví, cítila špatně od konce roku 2021.

### Zdraví a dlouhověkost
Kane prodělala několik závažných onemocnění a ve věku 35 let se spolu s adoptivní dcerou nakazila paratyfem. Ve věku 45 let podstoupila operaci rakoviny slinivky břišní. V roce 2006 jí byl diagnostikován karcinom tlustého střeva a ve věku 103 let podstoupila operaci. Jejího života a dlouhověkosti si všiml její druhý syn a jeho manželka o čtyři roky později, když vydali knihu s názvem V dobrých i zlých časech, 107 let. Ve věku 114 let poskytla v září 2017 rozhovor televizi KBC. Dne 9. března 2019 jí byl oficiálně udělen titul „Nejstarší žijící osoba na světě” a „Nejstarší žijící žena na světě” Guinnessovou knihou rekordů, čímž bylo ověřeno její tvrzení o dlouhověkosti. Dne 19. září 2020 překonala rekord nejdéle žijícího Japonce a zároveň třetího nejstaršího člověka na světě, když překonala věk Nabi Tadžimové 117 let a 260 dní. Dne 10. dubna 2022 překonala délku života Sarah Knaussové a stala se druhým nejstarším ověřeným člověkem.
Kane prohlásila, že se chce dožít 120 let, a za svou dlouhověkost vděčila víře v Boha, rodině, spánku, naději, dobrému jídlu a praktikování matematiky. Její dlouhověkost spolu s dlouhověkostí Jeanne Calmentové přispěla k debatě o tom, že maximální délka lidského života by mohla být 115–125 let. Po její smrti se nejstarším ověřeným žijícím člověkem na světě stala Francouzka Lucile Randonová.